# Stazione di Kilkenny
La stazione di Kilkenny  è una stazione ferroviaria che fornisce servizio a Kilkenny, contea di Kilkenny, Irlanda. Attualmente la linea che vi passa è la Dublino-Waterford. La stazione è dotata di due binari, a differenza della linea che ne possiede uno solo. La stazione fu aperta il 12 maggio 1848 e ribattezzata MacDonagh il 10 aprile 1966, per commemorare Thomas MacDonagh, un patriota leader della Rivolta di Pasqua e giustiziato nel 1916, dopo la soppressione della rivolta stessa. 

## Servizi ferroviari
- Intercity Dublino–Waterford

## Servizi
Nel 2011 vennero aggiunte scale all'estremità settentrionale di entrambi i binari. Questo consente un accesso più facile al binario 2, visto che il ponte pedonale è piuttosto difficile da risalire durante i giorni freddi. Questa soluzione è simile a quella adottata anche dalla stazione di Howth.
- Servizi igienici
- Capolinea autolinee
- Biglietteria a sportello
- Biglietteria self-service
- Distribuzione automatica cibi e bevande

Le linee dei bus sono fornite dalla Bus Éireann ( linee 007 e 073).